# 야시마 노리토
야시마 노리토(일본어: 八嶋智人, 1970년 9월 27일 ~ )는 일본의 배우이다.

## 출연 작품

### 극장판
2010년
- 마르두크 스크램블(우프코크 펜티노)